# 赵辉 (1979年)
赵辉（1979年—），湖北枣阳人，汉族，中华人民共和国政治人物，中国共产党党员，第十一届全国人民代表大会解放军代表。

## 生平
毕业于武汉理工大学电气工程及自动化专业。担任63921部队第8研究室研究员。2008年起担任全国人大代表。